# Kjetil Rekdal
Kjetil André Rekdal (ur. 6 listopada 1968 w Rekdal) – norweski trener piłkarski i były zawodnik. Od 2001 do 2006 roku był pierwszy trenerem klubu Vålerenga Fotball, występującego w norweskiej Tippeligaen.

## Kariera
Rekdal rozegrał 83 mecze w reprezentacji Norwegii. Zadebiutował w niej w 1987 roku w meczu z Włochami. Dla drużyny narodowej zdobył 17 goli, spośród nich warta wspomnienia jest legendarna bramka strzelona Anglikom na stadionie Wembley oraz karny strzelony Brazylii na Mistrzostwach Świata we Francji w 1998 roku, kiedy to Norwegowie zwyciężyli 2:1.
Rekdal grał poprzednio w klubach: Fiksdal (Norwegia), Molde FK (Norwegia), Borussia Mönchengladbach (Niemcy), Lierse SK (Belgia), Stade Rennais FC (Francja) i Hertha BSC (Niemcy). W 2003 wraz z Vålerenga Fotball wyeliminował Wisłę Kraków z Pucharu UEFA.
Kjetil Rekdal jest żonaty i ma dwoje dzieci.